# ابراهیم جباری
ابراهیم جباری (زاده ۱۳۳۶ تهران) سرتیپ سپاه پاسداران انقلاب اسلامی است، که از ۱۳۸۹ تا ۱۴۰۱ فرماندهی سپاه حفاظت ولی‌امر را برعهده داشت. وی در فاصله سالهای ۱۳۸۱ تا ۱۳۸۷ فرمانده سپاه منطقه قزوین بود، از ۱۳۸۷ تا ۱۳۸۸ بعنوان جانشین فرمانده سپاه محمد رسول‌الله تهران بزرگ فعالیت می‌کرد و از ۱۳۸۸ تا ۱۳۸۹ نیز فرماندهی سپاه علی بن ابی‌طالب قم را برعهده داشت.

## زندگی
جباری پس از پایان جنگِ ایران و عراق تا سال ۱۳۸۱ فرمانده سپاه زنجان بود، از سال ۱۳۸۱ تا ۱۳۸۷ فرمانده سپاه منطقه قزوین را برعهده داشت. او مهر ماه ۱۳۸۷ به معاونت فرمانده سپاه محمد رسول‌الله تهران بزرگ منصوب شد و خرداد ۱۳۸۸ به سِمت معاون حسین طائب در نیروی مقاومت بسیج گمارده شد. در آبان ۱۳۸۸ به فرماندهی سپاه استان قم منصوب شد و یک سال بعد در آبان ۱۳۸۹ فرمانده سپاه حفاظت ولی‌امر شد. وی تا ۴ تیر ۱۴۰۱ در این سمت بود و حسن مشروعی‌فر جایگزین او گردید. وی اصالتاً اهل زنجان است.